# Christy Lemire
Christy A. Lemire, all'anagrafe Christy A. Nemetz (Los Angeles, 30 agosto 1972), è una critica cinematografica e personaggio televisivo statunitense.
Ha collaborato dal 1999 al 2013 con l'Associated Press e ha presentato Ebert Presents at the Movies insieme a Roger Ebert nel 2011. Ha inoltre condotto What The Flick?!, show settimanale dedicato alla critica cinematografica di The Young Turks.

## Carriera
Nata il 30 agosto 1972 al Cedars-Sinai Medical Center di Los Angeles, Christy A. Nemetz è cresciuta a Woodland Hills. Appartenente alla fraternità studentesca Delta Gamma, si è laureata nel 1993 alla Southern Methodist University con una tesi sul giornalismo.
Lemire ha cominciato a scrivere recensioni di film per l'Associated Press nel 1999, divenendo giornalista del mondo dell'intrattenimento e trasferendosi a New York nel 2000. Divenne la prima critica cinematografica a tempo pieno della testata giornalistica. Oltre al lavoro per la carta stampata, Lemire ha preso parte a vari show televisivi, come The Today Show e Good Morning America.
Nel 2003, Lemire ha preso parte a The View; nel corso del programma, lei e la co-conduttrice Meredith Vieira si baciarono in risposta allo stesso gesto fatto da Madonna e Britney Spears agli MTV Video Music Awards del 2003. La giornalista venne poi inserita al 93º posto nell'"Independent Critics List of the 100 Most Beautiful Faces of 2008".
La giornalista sostituì varie volte Roger Ebert a At the Movies; quando Ebert creò il suo nuovo programma per il pubblico televisivo, Ebert Presents: At the Movies, Lemire venne selezionata come co-conduttrice del programma insieme a Ignatiy Vishnevetsky. Ebert Presents: at the Movies fu trasmesso per una sola stagione nel 2011.
Fa parte come critica dello show di YouTube What The Flick?!, settimanale dedicato alla critica cinematografia di The Young Turks, dal 2010 al 2018, anno in cui What The Flick?! venne cancellato per cercare di proporre nuovi contenuti. Lemire e i colleghi Alonso Duralde, Ben Mankiewicz e Matt Atchity continuarono lo show sul sito web della critica losangelina.

## Vita privata
Vive a Los Angeles con il marito Chris Lemire, un produttore televisivo, e loro figlio Nicolas, nato nel novembre 2009.